# رحاب (حضرموت)
رحاب هي إحدى قرى الجمهورية اليمنية. تتبع جغرافيا لمحافظة حضرموت و إداريًا لمديرية دوعن. يبلغ تعداد سكانها 1088 نسمة حسب الإحصاء الذي أجري عام 2004.